# Seeco Records
Seeco Records fue un sello discográfico estadounidense especializado en música latina.

## Historia[1][2]
El estadounidense Sidney Siegel Parlayed, era un joyero que había iniciando su negocio en una antigua casona destruida durante la Primera Guerra Mundial. Esta fue un obsequio de bodas de su suegro; pero debido al mal estado del edificio, se dejaron sin uso las últimas plantas quedando solamente el primer nivel, que era más que ideal para iniciar un negocio, debido a que la zona lo ameritaba. Es así que en 1941 abre la Casa Siegel, donde se vendían aparte de joyas, radios, discos y muebles a cómodos precios. Howard Roseff, su primo, quien trabajó con él en la tienda desde su niñez, fue quien años más tarde se convertiría en su mano derecha en la casa discográfica.
La mayor parte de clientes eran puertorriqueños ya que la casa proveía de la más selecta música Argentina, Mexicana, como también los éxitos del momento en cuanto a rumbas, boleros, tangos, etc.
Durante la primera década, los años 1940, el auge de compañías discográficas era pieza clave para las radiodifusoras que almacenaban su material en las mismas y generaba a su vez una lucha perenne por los derechos de publicación. Sidney Siegel era consciente de que el método de trabajo de las compañías musicales tendría un mal fin si continuaban con el mismo mecanismo, tan mal asesorado en cuanto a música local. Pero había un detalle importante, ya que en su negocio tenía gran demanda en el género musical que vendía. Y no obstante la visión de Siegel, era un hecho inminente, que varios artistas quedaron sin trabajo y, observando el gran potencial que tenían los cantantes populares, decidió dar un giro al rubro empresarial. Viendo la demanda de grabaciones de RCA Víctor, Columbia Records y Decca Records, sabía que no contaba con su apoyo, y decidió abrir su compañía en Canadá. Seeco Records inicia sus operaciones en 1944, siendo sus primeros artistas Pupi Campo y el orquestador Noro Morales, y a su vez dio espacio a la música cubana, puertorriqueña, mexicana, argentina, española y dominicana.
Debido a la gran demanda, crea sellos afiliados a su compañía, como Tropical Records y Bronjo Records. Durante las décadas de 1940 y 1950, debido a la fama, y al catálogo de artistas que poseía, abre casas de grabación en diversas partes del mundo, como también hace sociedad con disqueras existentes. En 1953 lanza su primer disco de 12', mientras que los de 10' tanto en 33 y 78 r. p. m. continuaron siendo prensados hasta mediados de los años 1960.
A pesar de que su fama y prestigio se mantuvieron a nivel nacional e internacional durante algo más de dos décadas ya en los años 1960 Seeco Records empieza a decaer, debido al éxodo de varios de sus artistas claves, como Celia Cruz y Vicentico Valdés en 1965 y más tarde la orquesta Sonora Matancera, hacia otras empresas discográficas, y al impulso que daban a la música latinoamericana en Nueva York y otras partes de Estados Unidos, las empresas Tico Records y RCA Victor, entre otros sellos. A finales de la década del 60, Sidney Siegel vendió su compañía y al poco tiempo fallecería de un infarto fulminante. Varios años después, el catálogo de la compañía fue vendido a la discográfica West Side Latino Records y luego del cierre de esta última empresa, sus catálogos, que incluían al desaparecido sello United Artist Latino Records y a Seeco fueron adquiridos en diciembre del año 2008 por la discográfica estadounidense Código Music, que aún los comercializa al momento de escribir este artículo.

## Discográficas Filiales
- Bronjo Records
- Tropical Records

## Artistas
- Bobby Capó
- Stan Getz
- Hugo del Carril
- Bienvenido Granda
- Skitch Henderson
- José Melis
- Olga Guillot
- Alfredo Sadel
- Nelson Pinedo
- Celia Cruz
- Joe Valle
- Noro Morales
- Vicentico Valdés
- Miguelito Valdés
- Tito Puente
- Lola Flores
- Luis Pérez Meza
- Charlie Palmieri
- Trío Los Panchos
- Daniel Santos
- Los Jóvenes del Cayo
- Leo Marini
- Cy Coleman
- Lydia Scotty
- Celia Cruz
- Sonora Matancera
- César Concepción
- Orquesta Riverside
- Tito Guízar
- La Plata Sextette
- Joe Cuba
- Eva Garza
- Virginia López
- Hermanos Ferreira
- Cortijo y su Combo & Ismael Rivera
- Rey Caney (Reinaldo Hierrezuelo)
- Chapuseaux, Damiron y Silvia de Grasse
- Orquesta América del 55
- Machito & His Afro-Cubans & Graciela
- Alberto Beltrán
- Orquesta de Adolfo Guzmán
- Gloria Díaz
- Carmen Delia Dipiní
- Rodolfo Hoyos
- Carlos Argentino
- Dámaso Pérez Prado
- Chavales de España
- Olga Chorens y Tony Álvarez (como el dueto Olga y Tony)
- Orquesta Estrellas Cubanas (como Cuban All-Stars)
- Chucho Martínez Gil
- Hermanas Lago
- Trío de Johnny Rodríguez